# Champlitte
 Champlitte  es una población y comuna francesa, situada en la región de Franco Condado, departamento de Alto Saona, en el distrito de Vesoul y cantón de Champlitte.

## Demografía
| 2448 | 2304 | 2113 | 1991 | 1906 | 1828 | 1868 |
| Para los censos de 1962 a 1999 la población legal corresponde a la población sin duplicidades (Fuente: INSEE [Consultar]) |      |      |      |      |      |      |